# درد پشت

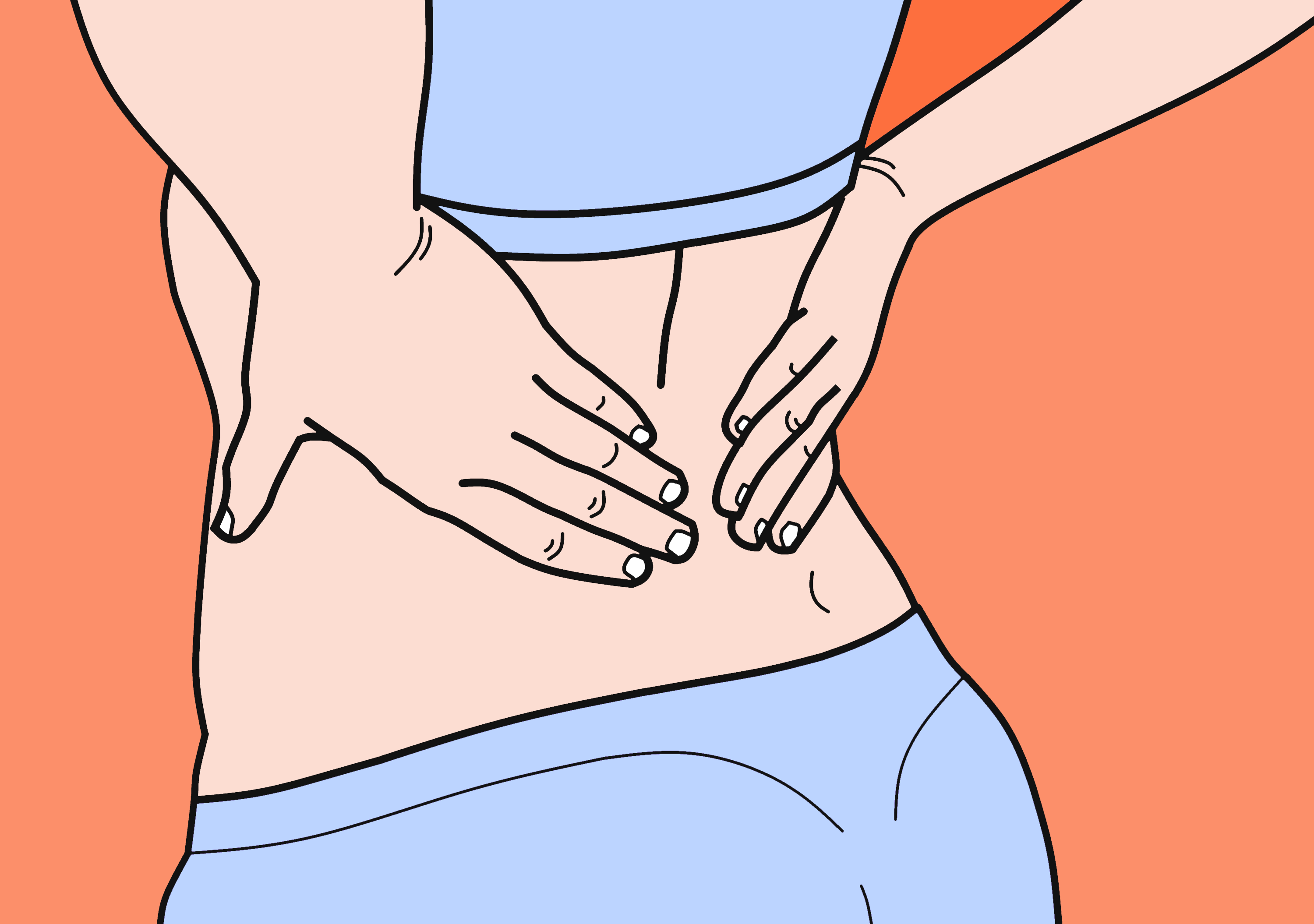
درد پشت انسان

درد پشت (انگلیسی: Back pain)، عارضه ای است که به صورت حاد یا مزمن در پشت انسان احساس می‌شود. این درد که به‌طور کلی در مفاصل، رشته‌های عصبی و ستون فقرات ایجاد می‌شود ممکن است به دست و پاها نیز انتقال یابد.
گاهی درد پشت از ساختارهای داخلی مانند کیسه صفرا و پانکراس ناشی می‌شوند. بر اساس مطالعات پزشکی سال ۲۰۰۷ از هر ۱۰ انسان بالغ ۹ نفر در معرض درد پشت قرار دارند.